# San Petersburgo (Florida)

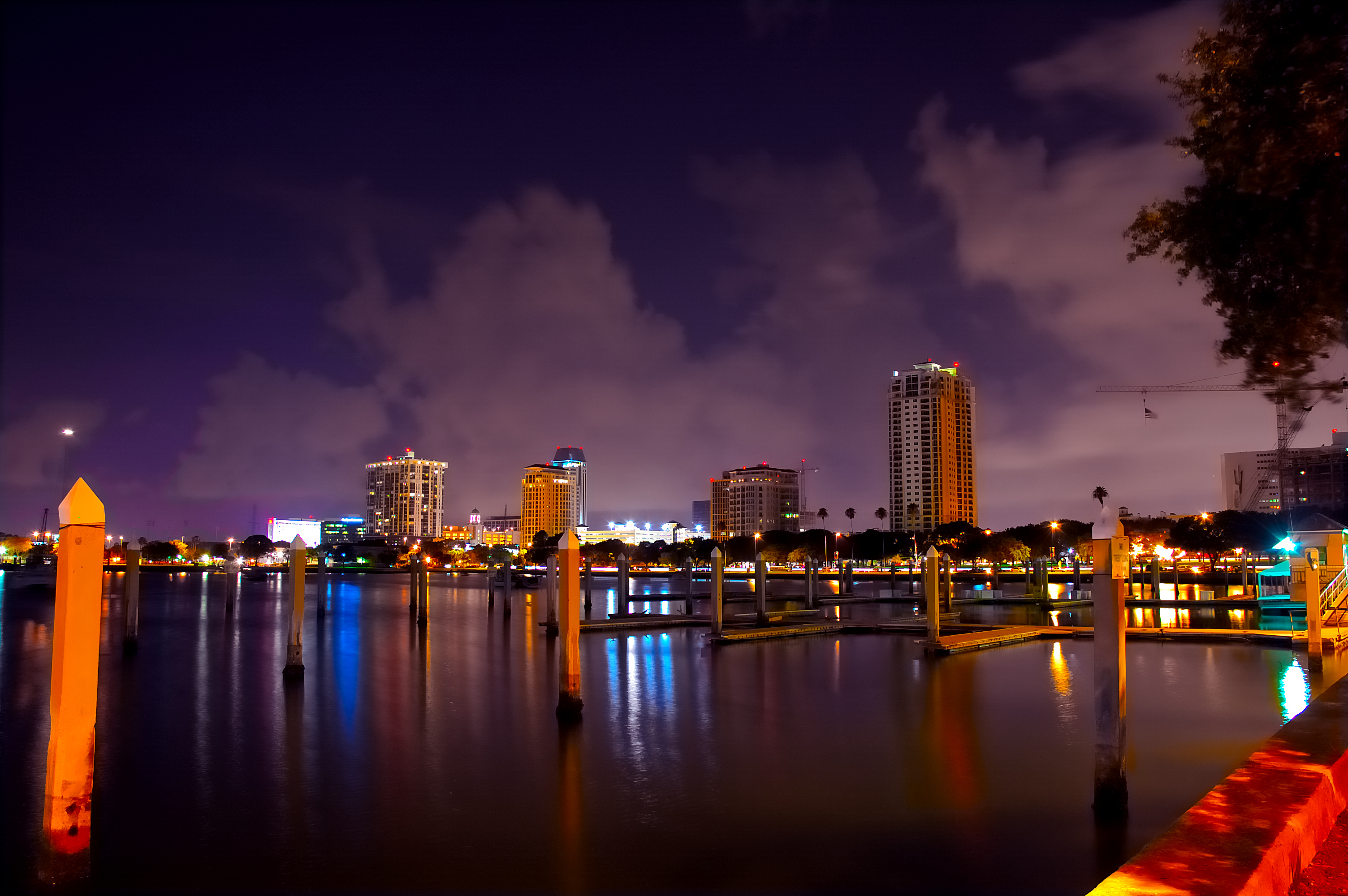
San Petersburgo.

St. Petersburg, conocida en español como San Petersburgo (en inglés y oficialmente St. Petersburg, también llamada St. Pete), es una ciudad estadounidense del condado de Pinellas, Florida. Es un famoso destino turístico para norteamericanos y europeos, así como una ciudad clave en la política presidencial de Estados Unidos, siendo un territorio en disputa en cada elección, según datos de 2020. Su población es de 258.308 habitantes, lo que la convierte en la cuarta ciudad más grande de Florida y la mayor del estado que no es capital de condado.

La ciudad está ubicada en una península, entre la bahía de Tampa y el Golfo de México. Está conectada por tierra firme hacia el norte con la ciudad de Tampa, Florida. Hacia el este, se encuentra unida mediante varios puentes que cruzan la bahía de Tampa, mientras que hacia el sur se conecta con la ciudad de Bradenton, Florida, a través del Sunshine Skyway Bridge.

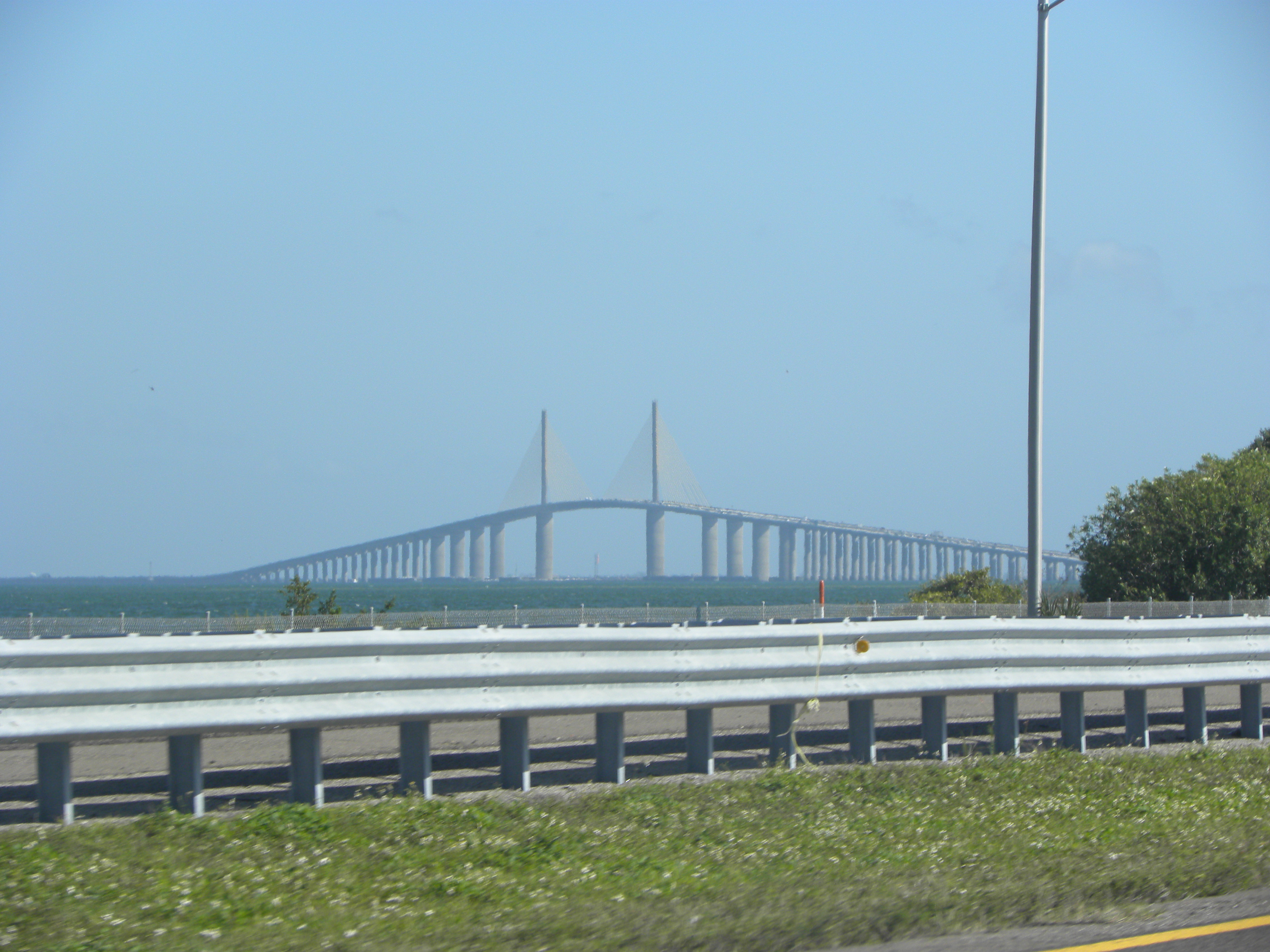
Sunshine Skyway Bridge, Puente de 8 millas de longitud que une la ciudad de Tampa y St. Petersburgo

Con 360 días de sol al año, es apodada La ciudad donde brilla el sol ("The Sunshine City"). Por esta razón, la ciudad es un famoso destino turístico vacacional y de retiro para jubilados, especialmente para personas procedentes de climas más fríos del norte de Estados Unidos –particularmente Nueva York, Detroit y Chicago–. En los últimos años se ha incrementado el porcentaje de población más joven.

## Historia

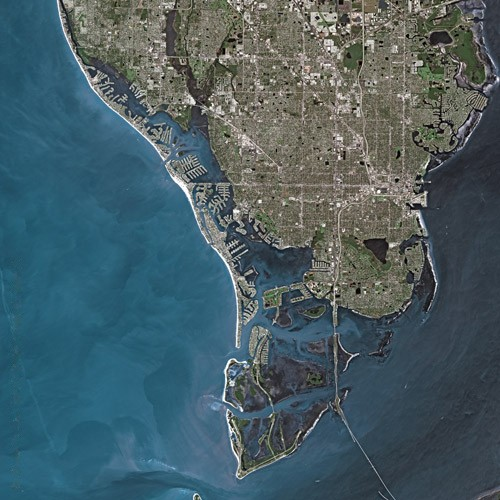
Vista de San Petersburgo por satélite.

La ciudad fue fundada por John C. Williams y Peter Demens, quien hizo llegar el ferrocarril hasta la ciudad en 1888. San Petersburgo se incorporó el 29 de febrero de 1892. En aquella época tenía una población de tan solo 300 habitantes.
Fue nombrada así en honor a San Petersburgo, Rusia, donde Peter Demens pasó la mitad de su juventud. John C. Williams dio el nombre al primer hotel de la ciudad, Detroit, por la ciudad donde nació.

## Geografía
San Petersburgo se encuentra ubicada en las coordenadas 27°45′43″N 82°38′39″O / 27.76194, -82.64417. Según la Oficina del Censo de Estados Unidos, San Petersburgo tiene una superficie total de 356.38 km², de la cual 159.91 km² corresponden a tierra firme y (55.13%) 196.47 km² es agua.
| Mes                     | Ene       | Feb       | Mar       | Abr       | May       | Jun        | Jul        | Ago        | Sep        | Oct       | Nov       | Dic       | Año          |
| ----------------------- | --------- | --------- | --------- | --------- | --------- | ---------- | ---------- | ---------- | ---------- | --------- | --------- | --------- | ------------ |
| Rec high °F (°C).       | 87 (30).  | 86 (30).  | 90 (32).  | 93 (33).  | 96 (35).  | 100 (37).  | 99 (37).   | 97 (36).   | 97 (36).   | 94 (34).  | 90 (32).  | 89 (31).  | 100 (37).    |
| Avg high °F (°C).       | 70 (21).  | 71 (21).  | 76 (24).  | 81 (27).  | 86 (30).  | 89 (31).   | 90 (32).   | 90 (32).   | 89 (31).   | 84 (28).  | 77 (25).  | 72 (22).  | 81 (27).     |
| Avg low °F (°C).        | 53 (11).  | 54 (12).  | 59 (15).  | 64 (17).  | 70 (21).  | 74 (23).   | 76 (24).   | 76 (24).   | 75 (23).   | 68 (20).  | 60 (15).  | 54 (12).  | 65 (18).     |
| Rec low °F (°C).        | 25 (-3).  | 30 (-1).  | 32 (0).   | 41 (5).   | 55 (12).  | 54 (12).   | 67 (19).   | 68 (20).   | 61 (16).   | 43 (6).   | 29 (–1).  | 20 (–6).  | 20 (–6).     |
| Precipitation in. (mm). | 2.3 (58). | 2.8 (71). | 3.4 (86). | 1.6 (41). | 2.6 (66). | 5.7 (145). | 7.0 (178). | 7.8 (198). | 6.1 (155). | 2.5 (64). | 1.9 (48). | 2.2 (56). | 45.8 (1160). |
| Source: Weatherbase     |           |           |           |           |           |            |            |            |            |           |           |           |              |

San Petersburgo tiene un clima subtropical, caracterizado por veranos cálidos y húmedos e inviernos suaves. La ciudad experimenta una estación lluviosa que se extiende desde junio hasta septiembre. Al igual que el resto del área de la bahía de Tampa, San Petersburgo es ocasionalmente afectada por tormentas tropicales y huracanes.

## Demografía
Según el censo de 2010, había 244.769 personas residiendo en la ciudad. La densidad de población era de 686,81 hab./km². De los 244.769 habitantes, San Petersburgo estaba compuesto por un 68.65% blancos, 23.93% afroamericanos, 0.3% amerindios, 3.18% asiáticos, 0.06% isleños del Pacífico,1.42% de otras razas y el 2.47% pertenecían a dos o más razas. Del total de la población, el 6.62% eran hispanos o latinos de cualquier raza.

## Barrios
San Petersburgo tiene más de 100 barrios.
- Allendale[8]
- Allendale Terrace
- Arlington Park
- Azalea Homes
- Bahama Shores
- Barcley Estates
- Bartlett Park
- Bonita Bayou
- Bayou Highlands
- Bayway Isles
- Big Bayou
- Brighton Bay
- Broadwater
- Campbell Park
- Carillon
- Casler Heights
- Causeway Isles
- Caya Costa
- Central Oak Park
- Childs Park
- Clam Bayou
- Coquina Key
- Crescent Heights
- Crescent Lake
- Cromwell Heights
- Crossroads
- Disston Heights
- Downtown (North Downtown and University Park).
- Driftwood
- Eagle Crest
- Eden Isle
- Edgemoor
- Euclid Heights
- Euclid St. Paul's Neighborhood
- Five Points
- Fossil Park
- Fruitland Heights
- Garden Manor
- Garden Manor Lake
- Gateway
- Graham-Rogall
- Grand Central
- Greater Pinellas Point
- Greater Woodlawn
- Harbor Isle
- Harbordale
- Harris Park
- Highland Grove
- Highland Oaks
- Kenwood Historic District
- North Shore Historic District
- Roser Park Historic District
- Historic Park Street
- Historic Uptown
- Holiday Park
- Isla del Sol
- James-Clearview
- Jordan Park
- Jungle Prada
- Jungle Terrace
- Lake Euclid
- Lake Maggiore Park
- Lake Maggiore Shores
- Lake Pasadena
- Lakewood Estates
- Lakewood Terrace
- Live Oaks
- Magnolia Heights
- Mangrove Bay
- Mangrove Bayou
- Mariners Pass
- Máximo
- Meadowlawn
- Mel-Tan Heights
- Melrose-Mercy/Pine Acres
- Methodist Town
- Mobel Americana/Americana Cove
- Northeast Park
- North Kenwood
- Oakwood Garden/Pinefield View
- Old Bayside/St. Petersburg Marina
- Old Northeast
- Old Pasadena
- Old Southeast
- Palmetto Park
- Pasadena Bear Creek
- Pasadena Vista/West Lake Estates
- Patrician Point
- Perkins
- Perry Bayview
- Placido Bayou
- Ponce De Leon
- Renaissance
- Riviera Bay
- Riviera Bay Subdivisión
- Roser Park Historic District
- Round Lake Historic District
- Shore Acres
- Snell Isle
- Sterling Manor
- Sunset Drive
- Tanglewood
- Weedon Island Preserve
- Thirteenth Street Heights
- Thirty-First Street Neighborhood
- Treasure Island
- Tropical Shores
- Twin Brooks
- Tyrone Landing
- Tyrone Park
- Venetian Isles
- Waterway Estates
- West Neighborhood
- Westminster Heights
- Wildwood Heights
- Winston Park
- Woodlawn Circle
- Woodlawn Oaks
- Wyngate Townhomes
- Yacht Club Estates

## Transporte

### Aeropuertos
El aeropuerto más cercano es el Aeropuerto Internacional de San Petersburgo-Clearwater. La ciudad es propietaria del Aeropuerto Albert Whitted, situado en el extremo oeste de Tampa Bay, al sureste del centro de San Petersburgo y The Pier.

## Educación
Las Escuelas del Condado de Pinellas gestionan las escuelas públicas.

## Deportes
| Club                 | Deporte          | Liga                                              | Estadio                          |
| -------------------- | ---------------- | ------------------------------------------------- | -------------------------------- |
| Tampa Bay Buccaneers | Fútbol americano | National Football League (NFL) - NFC              | Raymond James Stadium, Tampa     |
| Tampa Bay Lightning  | Hockey           | National Hockey League (NHL) - Eastern Conference | Amalie Arena, Tampa              |
| Tampa Bay Rays       | Béisbol          | Grandes Ligas de Béisbol (MLB) - AL               | Tropicana Field, San Petersburgo |
| Tampa Bay Rowdies    | Fútbol           | North American Soccer League (NASL).              | Al Lang Stadium, San Petersburgo |
| Tampa Bay Storm      | Fútbol arena     | Arena Football League (AFL).                      | Amalie Arena, Tampa              |
| Bay Area Pelicans    | Rugby            | USA Rugby Union                                   | Sawgrass Park, San Petersburgo   |

El Gran Premio de San Petersburgo es una carrera de automovilismo de velocidad que se ha corrido en diversos circuitos callejeros desde 1985.

## Museos
La localidad cuenta con dos museos de prestigio internacional. El Museo de Bellas Artes alberga unas 4500 piezas, con ejemplos de arte precolombino, pintura impresionista y artes decorativas . El otro museo es el Salvador Dalí Museum, siendo este el segundo museo más importante en el mundo sobre el artista surrealista español Salvador Dalí, sólo comparable con el existente en Figueras, localidad de origen del pintor. Se inauguró en 1982 con la colección reunida por el matrimonio Morse, amigos del artista.

## Ciudades hermanadas
- Takamatsu, Japón
- San Petersburgo, Rusia
- Figueras, España

## Nativos y residentes notables
- Angela Bassett, actriz.
- Al Capone, gánster.
- Spencer Chamberlain, cantante, de la banda Underoath.
- Billy Corgan, músico, de la banda Smashing Pumpkins.
- Charlie Crist, antiguo gobernador de Florida.
- Megan Fox, actriz.
- Jack Kerouac, escritor de la beat generation.
- Sierra Kusterbeck, cantante, de la banda VersaEmerge.
- Cecilia Lueza, artista argentina residente en Estados Unidos.
- Marreese Speights, baloncestista de la NBA.
- Jimmy Wales, fundador de Wikipedia.
- Sean Waltman, luchador profesional.
- Dan Wheldon, piloto de carreras.
- Monica Raymund, actriz.